# 福島県道185号久田野停車場線
福島県道185号久田野停車場線（ふくしまけんどう185ごう くたのていしゃじょうせん）は、福島県白河市にある一般県道である。JR東北本線久田野駅から城内地内にて西進して国道4号と繋がる路線と南進して福島県道139号母畑白河線と繋がる路線に分岐する。計2.7 km。

## 路線概要
- 起点：福島県白河市久田野字田中（JR東北本線久田野駅前）
- 終点：福島県白河市久田野字城内・同市萱根字七斗蒔
- 総延長：2.720 km[1]
  - 実延長：総延長に同じ
- 路線認定年月日：1959年8月31日[2]

### 重用路線
- 福島県道279号高萩久田野停車場線（白河市久田野字田中〈起点〉～久田野字城内〈終点〉）

### 道路施設
久田野橋
- 全長：27.0m
- 幅員：11.0m
- 竣工：1984年[3]

久田野字田中から字北裏に至り、一級水系阿武隈川水系高橋川を渡る。
久田野大橋
- 全長：214.568 m
- 主径間：19.0 m
- 幅員：7.25（9.75） m
- 形式：12径間PCプレテンT桁橋
- 竣工：1987年度

久田野字城内から字西田に至り、JR東北本線を渡る。萱野踏切の立体交差化のために地方道踏切除却事業として建設された。周辺が水田地帯であるために、稲の生育に悪影響を与えないよう道路照明灯は路面のみを照らすように設計されている。総工費は9億7600万円。
月山橋
- 全長：29.8m
- 幅員：11.0m
- 竣工：1986年[3]

久田野字西田から字岩崎に至り、一級水系阿武隈川水系高橋川を渡る。
岩崎橋
- 全長：12.3m
- 幅員：11.3m
- 竣工：1982年[3]

萱根字南街道端、字新小萱に位置し、一級水系阿武隈川水系桑ケ作川を渡る。

## 通過する自治体
- 福島県
  - 白河市

## 接続・交差する道路
- 国道4号（萱根字七斗蒔〈萱根交差点〉終点）

## 沿線
- JR東北本線 久田野駅
- 白河市大沼行政センター
- 白河根田簡易郵便局